# Rugbyclub Wageningen
Rugby Club Wageningen werd op 7 mei 1970 opgericht als studentenrugbyclub, hoewel de trainingen begonnen in september 1969. De oprichters waren Dolf Coppes en Willem Kerkhof. Zoals meerdere clubs die in die tijd werden opgericht, had RC Wageningen aanvankelijk moeite leden te vinden. De club verzon hiervoor enige creatieve oplossingen, bijvoorbeeld een liftplan. Studenten kregen alleen een lift naar hun ouders als ze beloofden mee te spelen. Sinds 1985 is RC Wageningen geen officiële studentenclub meer en kunnen ook niet-studenten lid zijn. Op dit moment heeft Rugbyclub Wageningen ruim 200 leden waarvan er 120 in de competitie uitkomen en circa 75 jeugdleden. Rugbyclub Wageningen heeft haar veld op sportpark de Zoom te Wageningen.
Het eerste herenteam komt uit in de derde klasse. Het tweede team van Wageningen vormt samen met RC the Pink Panthers uit Driebergen het combinatieteam Purple Panthers en komt uit in de vierde klasse. In de periode 1978-1982 had Rugbyclub Wageningen zelfs een derde team. Door teruglopende ledenaantallen is dit team echter opgeheven. Naast de heren heeft rugbyclub Wageningen ook een damesrugbyteam; het eerste damesteam van Nederland.

## Clubkleuren en logo
Na de oprichting en de eerste wedstrijden werd het noodzakelijk dat er wedstrijdshirts kwamen. Om praktische redenen werd gekozen voor een paars shirt: dat was de enige kleur waar geen enkele rugbyclub in Nederland in speelde waardoor goedkeuring door de nationale rugbybond snel kon worden verleend. Daarnaast had een bevriende leverancier nog een set shirts in deze kleur liggen waardoor voor een koopje in wedstrijdkleding kon worden voorzien. Onder het paarse shirt wordt een witte broek gedragen.
Het clublogo bestaat uit een lachende rugbybal die tegen het gras gedrukt wordt; symbool voor de drang om te scoren en het plezier in spelen van rugby.

## Ontstaan van Europees damesrugby in Wageningen
Wageningen was in 1975 het decor van de eerste officiële damesrugbywedstrijd in Nederland. Deze wedstrijd (tussen studentes uit Wageningen en Eindhoven) werd tijdens het eerste lustrum van RC Wageningen gespeeld. De wedstrijd stond onder leiding van scheidsrechter Bernard Gildemacher en werd door Wageningen gewonnen met 4-0. Het initiatief sloeg aan en de Wageningse dames bleven de trainingen volgen en spelen. Niet lang daarna ontstonden in andere steden ook damesteams. Helaas liep het aantal speelsters de laatste jaren terug en in de periode 2007-2015 speelden de Wageningse dames in combinatieteams met andere damesteam in de nationale competitie.

## Veteranenteam
Samen met NSRV Obelix vormt rugbyclub Wageningen het veteranenteam (>35 jaar) Nestorix. Deze mannen spelen een paar keer per jaar tegen andere Golden Oldies-teams.

## Jeugdrugby
Na jarenlang één trainingsgroep gehad te hebben, zijn aan het eind van seizoen 2013-2014 de mogelijkheden voor de jeugd om te rugbyen uitgebouwd. Nu kunnen kinderen vanaf 4 jaar terecht bij Rugbyclub Wageningen.
1. Guppen zijn de vier- tot zevenjarigen, deze trainen op zaterdagochtend en deze trainingen zijn gericht op wennen aan sport en samen spelen.
2. Turven, Benjamins en Mini's zijn de jeugdcategorieën voor resp. 7- en 8-jarigen, 9- en 10-jarigen, 11- en 12-jarigen. Deze jeugd traint op dinsdag en donderdag en speelt op zaterdag in regio-verband op de zogenaamde TBM-dagen.
3. Cubs zijn de 13- en 14-jarigen en de jongste Wageningers die een in de competitie spelen, in het samenwerkingsverband Gelre-Rugby. Trainen op dinsdag en donderdag.
4. Junioren (15 en 16 jaar oud) zijn spelen ook met Gelre-Rugby, trainen op dinsdag en donderdag.
5. Colts zijn er op dit moment niet.

De jeugd speelt in combinatieteams van Gelre-Rugby. In Gelre-rugby zijn naast Rugbyclub Wageningen vertegenwoordigd de Zevenaarse Rugbyclub De Duuvels uit Zevenaar, NRC The Wasps, RFC The Rams uit Apeldoorn, Arnhemse Rugbyclub The Pigs uit Arnhem en Doetinchemse Rugbyclub Wild Rovers uit Doetinchem. Hierdoor groeit het aantal jeugdleden snel en stromen bij zowel de heren als de dames het aantal jeugdspelers door naar de senioren.

## Clubhuis de Stal
Het clubhuis van Rugbyclub Wageningen heet De Stal. Deze naam hangt samen met de oprichting van rugbyteams in de regio medio jaren zeventig. Nabij Wageningen werden vele diverse teams met dierennamen opgericht zoals ARC the Pigs (Arnhem), RFC the Rams (Apeldoorn), The Scrumboks (Tiel) en Rugbyclub the Pink Panthers (Driebergen).

## Buitenlands tours
Zoals de rugbytraditie vereist gaat RC Wageningen jaarlijks op trip naar het buitenland. Hierbij worden meestal rugbyminnende landen aangedaan als Ierland (onder andere in 2001), Engeland (onder andere in 2009 en 2012) of bijvoorbeeld Schotland (onder andere in 2003).
- 2018 Wales North Bristol RFC, Whitchurch RFC, Cobra RFC
- 2017 Engeland, Hanwel RFC en Seaford RFC
- 2016 Duitsland, Huerth
- 2015 Engeland, Sodam RFC en Seaford RFC
- 2014 Italië Firenze rugby 1931 en ASD Rugby Monza
- 2013 Wales Barry RFC, Gwernyfed RFC en Whitechurch RFC
- 2012 Engeland RUFC Scunthorpe en RUFC Market Rasen
- 2011 Engeland RUFC Scunthorpe
- 2010 Gent RFC België
- 2009 Engeland RUFC Scunthorpe
- 2008 België RFC Dendermonde
- 2007 Ierland
- 2006 Groningen, Rugbyclub Groningen
- 2005 Londen RFC Twickenham en RFC Basingstoke
- 2004 Cardiff
- 2003 Schotland
- 2002 Zwitserland RFC Bazel en RFC Luzern
- 2001 Ierland geen wedstrijden vanwege MKZ-crisis (2001)
- 2000 Isle of Man RFC Nomads
- 1999 Londen RFC Antlers RFC Blackheath

## Kampioenschappen
De rugbyclub heeft bij zowel de heren als dames door de jaren heen diverse kampioenschappen mogen vieren. Bijzonder waren de nationale kampioenschappen van de dames in de jaren 1983, 1984, 1985 en 1986. Bij de heren was het kampioenschap in 1976 bijzonder omdat promotie naar de Ereklasse werd afgedwongen. Omdat enkele belangrijke spelers vertrokken, werd besloten om niet in de ereklasse uit te komen. Dat deze keuze terecht was, bleek uit het volgende jaar, waarin onder in de promotieklasse werd geëindigd. In het seizoen 2013-2014 werden de heren ongeslagen kampioen van de vierde klasse Oost. Het laatste kampioenschap daarvoor was in 2003 toen het tweede team kampioen werd in de vierde klasse.
De dames werden in 2012 algemeen kampioen tweede klasse met het combinatieteam Ladybugs met dames van Rugbyclub the Wild rovers uit Doetinchem en NRSV Obelix. Nadat de dames van Obelix met een eigen team in de competitie uit kwamen werden de Ladybugs opgeheven en werd WAD-rugby opgericht, een combinatieteam van dames van de Wild Rovers en Rugbyclub Eemland uit Amersfoort. Ondanks het kampioenschap moesten de dames opnieuw in de tweede klasse uitkomen. Dit in het seizoen 2012-2013 opnieuw tot een kampioenschap, waardoor ze in het seizoen 2013-2014 alsnog in de eerste klasse uit zijn gekomen. In seizoen 2014-2015 spelen de Wageningse dames met WAD 2.0 in de eerste klasse. Dit samenwerkingsverband bestaat uit Rugbyclub Wageningen, ARC the Pigs uit Arnhem en the Wild Rovers uit Doetinchem.

## Recente eindklasseringen

### Heren
| 4 Studenten |

| 4 Studenten |

| 9 Zuidoost |

| 3 Midden |

| 3 Midden |

| 5 Midden |

| 2 Oost |

| 1 Oost |

| 4 Zuidoost |

| 4 Zuidoost |

| 3 Zuidoost |

| Derde klasse |

| Vierde klasse |

| Derde klasse |

| Vierde klasse |

### Dames
| Seizoen   | Klasse    | Eindklassering | Teamnaam      |
| --------- | --------- | -------------- | ------------- |
| 2016-2017 | 2 Zuid    | 7              | RC Wageningen |
| 2015-2016 | 1         | 8              | WAD 2.0       |
| 2014-2015 | 1         | 8              | WAD 2.0       |
| 2013-2014 | 1         | 5              | WAD 2.0       |
| 2012-2013 | 2 Noord   | 1              | WAD           |
| 2011-2012 | 1         | 8              | WAD           |
| 2010-2011 | 2         | 5              | Ladybugs      |
| 2009-2010 | Ereklasse | 8              | WAD           |
| 2008-2009 | 1         | 1              | WAD           |
| 2007-2008 | 1         | 5              | WAD           |
| 2006-2007 |           |                |               |
| 2005-2006 | Ereklasse |                | RC Wageningen |
| 2004-2005 | Ereklasse |                | RC Wageningen |
| 2003-2004 | Ereklasse |                | RC Wageningen |
| 2002-2003 | Ereklasse |                | RC Wageningen |
| 2001-2002 | Ereklasse |                | RC Wageningen |
| 2000-2001 | Ereklasse | 2              | RC Wageningen |

Ladybugs is het combinatieteam RC Wageningen, NSRV Obelix en DRC Wild Rovers. WAD wordt gevormd door RC Wageningen, RC Eemland en DRC Wild Rovers. WAD 2.0 bestaat uit 
RC Wageningen, ARC the Pigs en DRC Wild Rovers.

## Internationals
Rugbyclub Wageningen heeft vele internationals voortgebracht. Vooral bij de dames en het Nederlands studententeam zijn veel (oud)Wageningers vertegenwoordigd geweest. 
In de selectie van de eerste damesinterland in 1982 was Wageningen met 5 dames bij de selectie goed vertegenwoordigd.
Andere internationals zijn onder andere:
- Sandra Veerman, NED XV
- Femke Visser, NED XV
- Xandra Benthem de Grave, NED XV
- Carola Kok, NED XV
- Jannie Schönhage, NED XV
- Margot Poolman, NED XV
- Hilde Schonewille, NED XV
- Nicolette Meerstadt, NED XV
- Mieke Arkesteijn, NED XV
- Hanneke Brouwer, NED XV
- Liza Groenendijk, NED XV
- Sylvia Mecking, NED XV
- Friedie Kloen, NED XV
- Madeleine Bos, NED XV
- Tonny vd Boom, NED XV
- Mildred Hendrix, NED XV
- Nelleke de Kroes, NED XV
- Anja Kroodsma, NED XV
- Elly Schreur, NED XV
- Nel Roeleveldt, NED XV
- Stella Efdé, NED XV
- Alet Versnel, NED XV
- Laetitia Versteeg, NED XV
- Yvette van Dok, NED XV
- Renée de Graaf, NED XV
- Heidi van Schaijk, NED XV
- Annelies Danton, NED XV
- Fransjan de Waard, NED XV
- Franci Weijts, NED XV
- Nils Koster, Tanzania VII
- Eric Vis, Singapore XV
- Pablo Rouwet, NED Studenten XV
- Steven Schreuder, NED Studenten XV
- Rik Timmermans, NED Studenten XV
- Bastiaan Molleman, NED Studenten XV
- May-Ling Stuyt, NED XV
- Ramon van de Berg, NED XV U16
- Aron van Santen, Curaçao VII

Op 19 oktober 1974 was Rugbyclub Wageningen gastheer van de rugbyinterland Nederland-West-Duitsland. Op sportpark de Zoom won Nederland met 32-21 van de West-Duitsers.

## Fialartoernooi
In het laatste weekend van augustus wordt vooraf aan de rugbycompetitie het Fialartoernooi georganiseerd door rugbyclub Wageningen. Het FIALAR-toernooi is in 1973 voor het eerst georganiseerd door Rugbyclub Wageningen omdat ze niet werd toegelaten tot het BECHET-toernooi van de Haagsche Rugby Club. Het Bechet-toernooi stond alleen open voor rugbyteams uit de landelijke Ereklasse, waardoor Rugbyclub Wageningen niet mocht deelnemen. Hierop besloot Rugbyclub Wageningen haar eigen toernooi te organiseren waaraan geen ereklasse clubs mochten deelnemen. De naam Fialar is afkomstig uit de Edda. In de Edda wordt beschreven hoe de dwerg Fialar met een list de reus Kwasir velt en van zijn bloed een vat bier brouwt.Op dit moment bestaat het BECHET-toernooi niet meer, maar wordt op 30 augustus 2015 het FIALAR-toernooi voor de 44e maal georganiseerd. Het Fialartoernooi is daarmee het oudste 15 a-side rugbytoernooi van Nederland. Door de droogte in de zomer van 2018 keurde de gemeente Wageningen de velden af waardoor het toernooi niet kon worden gespeeld.

## Recente winnaars Fialartoernooi
- 2017 AAC Amsterdam
- 2016 Obelix (rugbyclub)
- 2015 RC the Pink Panthers - Driebergen
- 2014 NSRV Obelix
- 2013 Rugbyclub Hilversum- Hilversum
- 2012 Rugbyclub Hilversum- Hilversum
- 2011 Rugbyclub De Betuwe- Bemmel
- 2010 Utrechtse Studenten Rugby Society
- 2009 RC the Pink Panthers - Driebergen
- 2008 Utrechtse Studenten Rugby Society
- 2007 NSRV Obelix - Nijmegen
- 2006 DRC The Pickwick Players - Deventer